# Полозов, Кирилл Константинович
Кирилл Константинович Полозов (род. 15 января 1991, Уфа) — российский хоккеист, нападающий. Тренер.

## Биография
Кирилл Полозов родился в городе Уфе в спортивной семье. Его отец Константин Полозов — российский хоккеист и тренер.
Хоккеем Кирилл начал заниматься в городской детско-юношеской спортивной школе. 

### Начало карьеры
В сезоне 2005/2006 Кирилл дебютировал в турнире сборных регионов 2005-2006 (1991 г.р.), играя за сборную Урала. В турнире играло 7 команд из разных регионов России. В том же сезоне играл за уфимский Салават Юлаев в финальном турнире первенства России среди команд 1991 г.р., который походил в Уфе Финал (Уфа). В турнире он сыграл 7 матчей, забросил 10 шайб и сделал 9 результативных передач и стал лучшим бомбардиром чемпионата.

### Профессиональная карьера
В сезоне 2006/2007 впервые сыграл в чемпионате России (Первая лига. Регион «Урал — Западная Сибирь») за команду Салават Юлаев-2 (с 2009 года Толпар). 
С сезона 2009/2010 начал играть в новой молодёжной хоккейной лиге и вместе с командой Толпар, дважды становился бронзовым призёром, а в 2011 году стал лучшим бомбардиром чемпионата.
Затем до конца сезона 2021/2022 играл за различные команды ВХЛ среди них «Чэнтоу» (Китай) и «Торпедо Усть-Каменогорск» (Казахстан). Дважды становился победителем лиги, играя за команду «Торос» Нефтекамск. Без отрыва от турнира ВХЛ, с 2017 по 2020 год играл в чемпионате Казахстана.
В 2022—2024 годах выступал за израильские клубы «Холон Вайперс», «Бат-Ям Чифс», «Бат-Ям Долфинс». Всего в 32 играх набрал 96 (40+56) очков.
С сезона 2022/23 главный тренер клуба Бат-Ям Чифс, который в 2024 году изменил своё название на Ашдод Чифс.
Летом 2024 года, играя за команду Ашдод Долфинз (ранее Бат-Ям Долфинз), стал победителем Израильской элитной хоккейной лиги

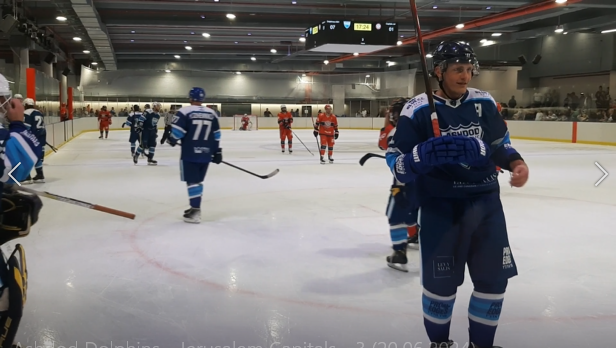
Кирилл Полозов

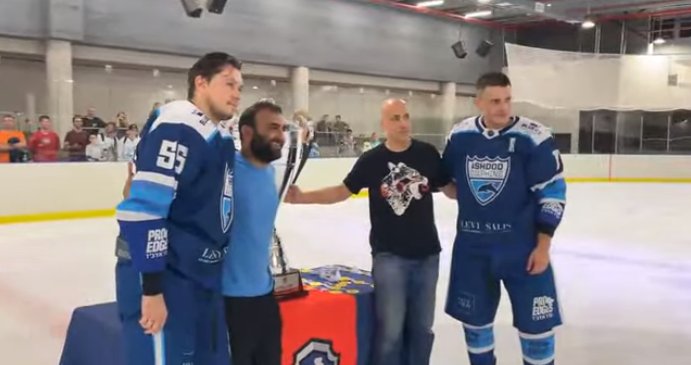
Никита Лукин, Таль Авнери, Евгений Гусин и Кирилл Полозов - организаторы и победители турнира EIHL 2024

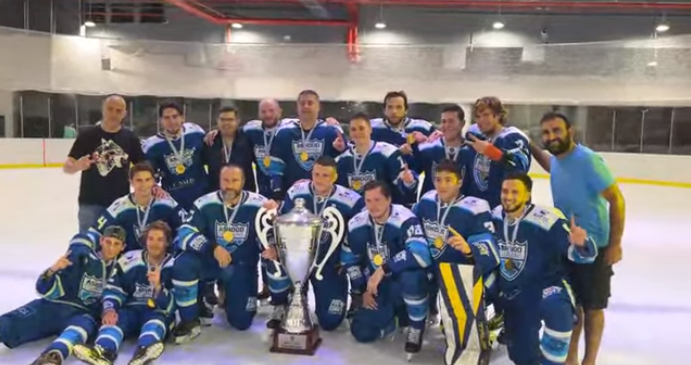
Ашдод Долфинз — победитель турнира IEHL 2024

В 2025 году молодёжная сборная Израиля под руководством Кирилла Полозова заняла второе место на турнире группы В второго дивизиона чемпионата мира. Это пока лучший результат сборной за всё время выступления.